# Gemona del Friuli
Gemona del Friuli (Glemone in friulano, Gumin o Humin in sloveno, Klemaun in tedesco) è un comune italiano di 10 404 abitanti in Friuli-Venezia Giulia.

## Geografia fisica
Gemona sorge a 272 m s.l.m. (altitudine del centro storico) su un conoide alluvionale alle pendici delle Prealpi Giulie, e in particolare del monte Chiampon (1.709 m), del Deneâl (1705 m), del monte Cuarnan (1376 m), del monte Glemine (708 m) e del monte Cumieli (587 m).
Il territorio comunale comprende zone geograficamente molto diverse: dalla pianura delle borgate di CampoLessi, Taboga e Campagnola, a quelle più collinari di Ospedaletto e Stalis, per poi raggiungere una vasta area delle Prealpi Giulie. In quest'area infatti il territorio diventa montagnoso e il clima caratteristico delle zone di montagna. All'interno del comune scorre il torrente Vegliato che, percorso la base del monte Cjampon, giunge fino alla zona pianeggiante della cittadina per poi essere incanalato prima in un alveo artificiale e per poi diventare la cosiddetta "roggia dei molini" da cui prendono il nome anche alcune zone come "Borgo Molino".
Sul territorio comunale scorre inoltre il canale Ledra-Tagliamento che si stacca dalla sponda sinistra del Tagliamento a Ospedaletto, prendendo poi ad Andreuzza il nome di canale Ledra, attraversa il territorio del comune di San Daniele del Friuli, Coseano, San Vito di Fagagna e Udine dove si riversa nel canale collettore orientale che sfocia a destra nel torrente Torre presso i cascinali Giacomelli. Il canale Ledra è lungo 45 km, il canale collettore orientale 7 km. e gli affluenti sono: il Rio Gelato (da sinistra) e il Torrente Ripudio (da destra).

### Clima
Il territorio di Gemona del Friuli ha un clima sub-continentale con inverni piuttosto freddi, ma relativamente miti per la latitudine, a gennaio 3,1 gradi e molto vento; estati moderatamente calde, a luglio 21,6 gradi (dati 1961-90, negli ultimi anni medie più elevate specialmente in estate), e forte piovosità (2000 ml annui); nevicate molto variabili da un anno all'altro: da pochi centimetri in alcuni a parecchi decimetri in altri, soprattutto nelle borgate più alte. Tuttavia il manto nevoso è di breve durata.

## Storia
L'esistenza di Gemona viene menzionata da Paolo Diacono nella sua Historia Langobardorum, il quale riporta che nel 611 era considerato un castello inespugnabile.
Fin dall'epoca preistorica, però, Gemona era uno dei punti di passaggio obbligati e più importanti della strada che dall'Adriatico si dirigeva verso i valichi alpini nord-orientali. La pianura dove oggi sono sviluppati gran parte degli insediamenti urbani una volta era dominata dalle paludi del fiume Tagliamento e il percorso più sicuro e obbligato era quello che prevedeva il passaggio per l'odierno centro storico per poi proseguire verso l'alto Friuli.
I primi insediamenti celtici possono essere catalogati attorno al 500 a.C. nell'attuale borgata che oggi prende il nome di Godo. È proprio lì che tutt'oggi è ancora presente la fontana Silans (Silans in latino significa proprio "fonte") che conferma ancor di più che anche in epoca romanica la via Iulia Augusta attraversava questi territori, tesi avvalorata inoltre dai numerosi reperti archeologici che sono stati rinvenuti in quell'area.
Nella seconda metà del XII secolo fu libero comune, con propri statuti, mentre nel XIII e XIV secolo fu importante centro di traffici commerciali sotto il Patriarcato di Aquileia: con l'istituto del Niederlech ("scarico"), si imponeva infatti ai mercanti in transito di depositare le merci e pagarvi un dazio e di trascorrere la notte in città. La prosperità ne fece anche un centro di primaria importanza, arricchito da chiese e dimore signorili, con cinta muraria protetta da un castello.
Dopo la diminuzione dei traffici a seguito della conquista da parte della Repubblica di Venezia nel 1420 la cittadina ebbe un lungo periodo di declino, fino alla ripresa nella seconda metà del XX secolo. Il comune di Gemona assunse la denominazione di Gemona del Friuli nel 1935.

### Simboli
Lo stemma, il gonfalone e la bandiera comunale sono stati riconosciuti con decreto del capo del governo del 24 marzo 1936.
Il gonfalone è un drappo troncato di rosso e di azzurro.

## Monumenti e luoghi d'interesse

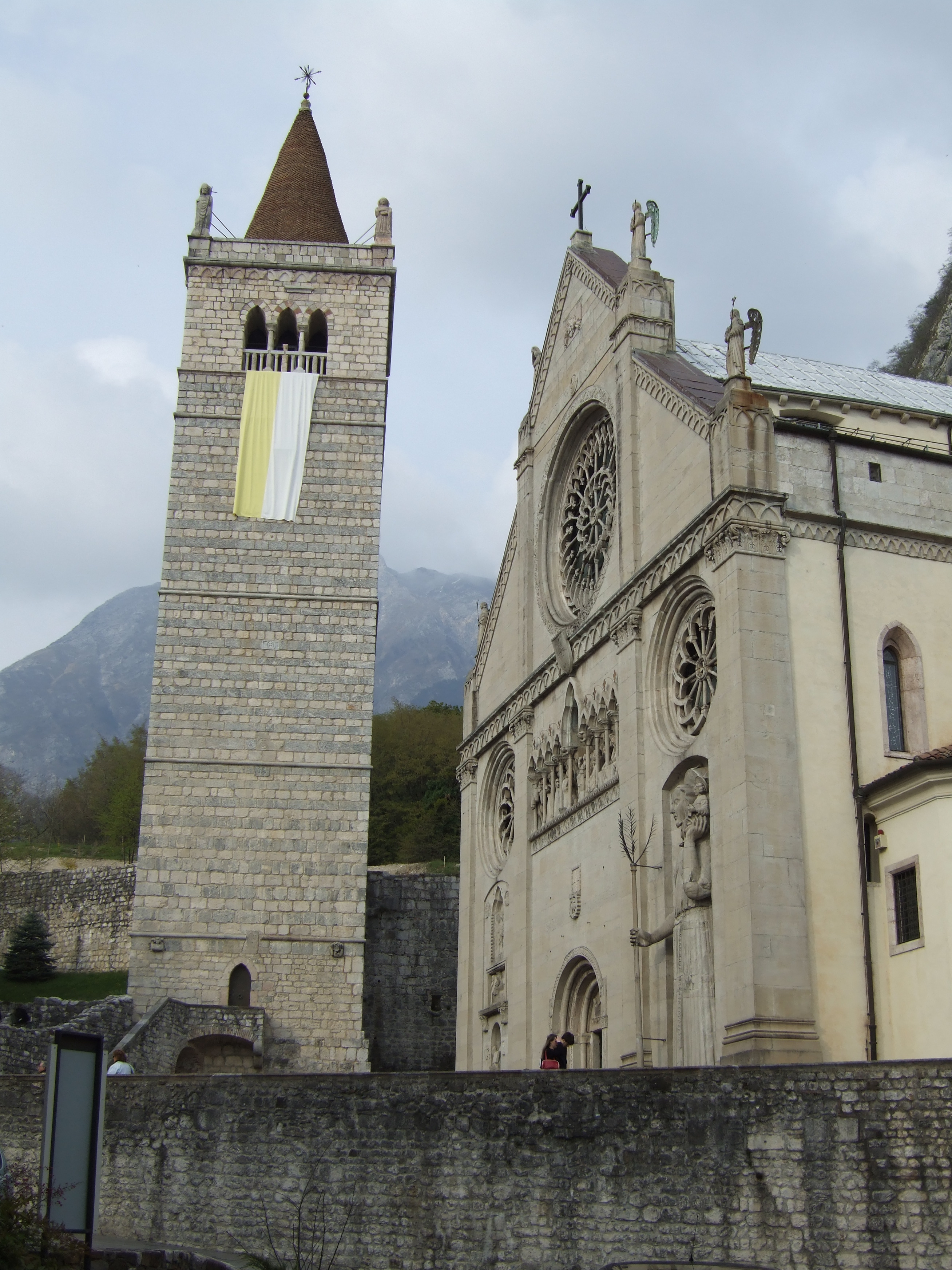
Vista del Duomo con la Torre

Benché gravemente danneggiata dal terremoto, Gemona conserva ancora molti monumenti insigni. Tra questi, il primato spetta indubbiamente al Duomo, dedicato a Santa Maria Assunta.
- Duomo
- Torre campanaria. Sorge accanto al Duomo, costruita tra il 1341 e il 1369 da Nicolò e Domenico, figli di Giovanni Griglio, quasi completamente distrutta dal terremoto del 1976, e ricostruita in loco.
- Santuario di S. Antonio. Sorge sul sito di uno dei più antichi luoghi di culto cristiano della zona, il sacello dedicato alla Beata Vergine delle Grazie, di cui si intravedono alcuni resti. All'interno della chiesa, a navata unica e con altare seicentesco, vi sono affreschi di Melchiorre Widmar, pittore di origini svizzere che morì a Gemona nel 1706; suoi sono anche i due grandi dipinti in tela ai lati dell'ingresso raffiguranti l'Adorazione dei Magi e la Presentazione di Gesù al Tempio.[11]
- Museo della pieve e tesoro del Duomo. Il registro battesimale più antico del mondo.

Aperto al pubblico il 28 ottobre 2006, vi è conservato ed esposto, su tre piani e in dieci stanze, il ricco tesoro del Duomo. L'idea di istituire questo museo nacque nel 1974, e fu deciso di destinare a sede museale la vecchia canonica di Gemona, un edificio sito nella storica via Bini e risalente al 1360. I lavori erano praticamente conclusi quando, alle ore 16:00 del 6 maggio 1976, il cappellano del Duomo saldava il conto all'imbianchino. Poche ore dopo, il terremoto: la canonica veniva seriamente lesionata e molte delle opere sepolte sotto le macerie, per essere successivamente recuperate e custodite in casseforti e armadi. L'opera più importante esposta nel Museo è l'ostensorio dell'orafo Nicolò Lionello, del 1434. Vanno poi ricordati i 5 antifonari e i 2 graduali miniati, esposti in una stanza a loro dedicata, che furono acquistati a Padova nella prima metà del Trecento, di scuola padovano-bolognese.
Infine, nel Museo è conservato il più antico registro battesimale del mondo del 1379 (il primo battesimo registrato è del 3 marzo 1379), una testimonianza eccezionale per la storia della città.

### Altri luoghi d'interesse
- Archivio storico di Gemona

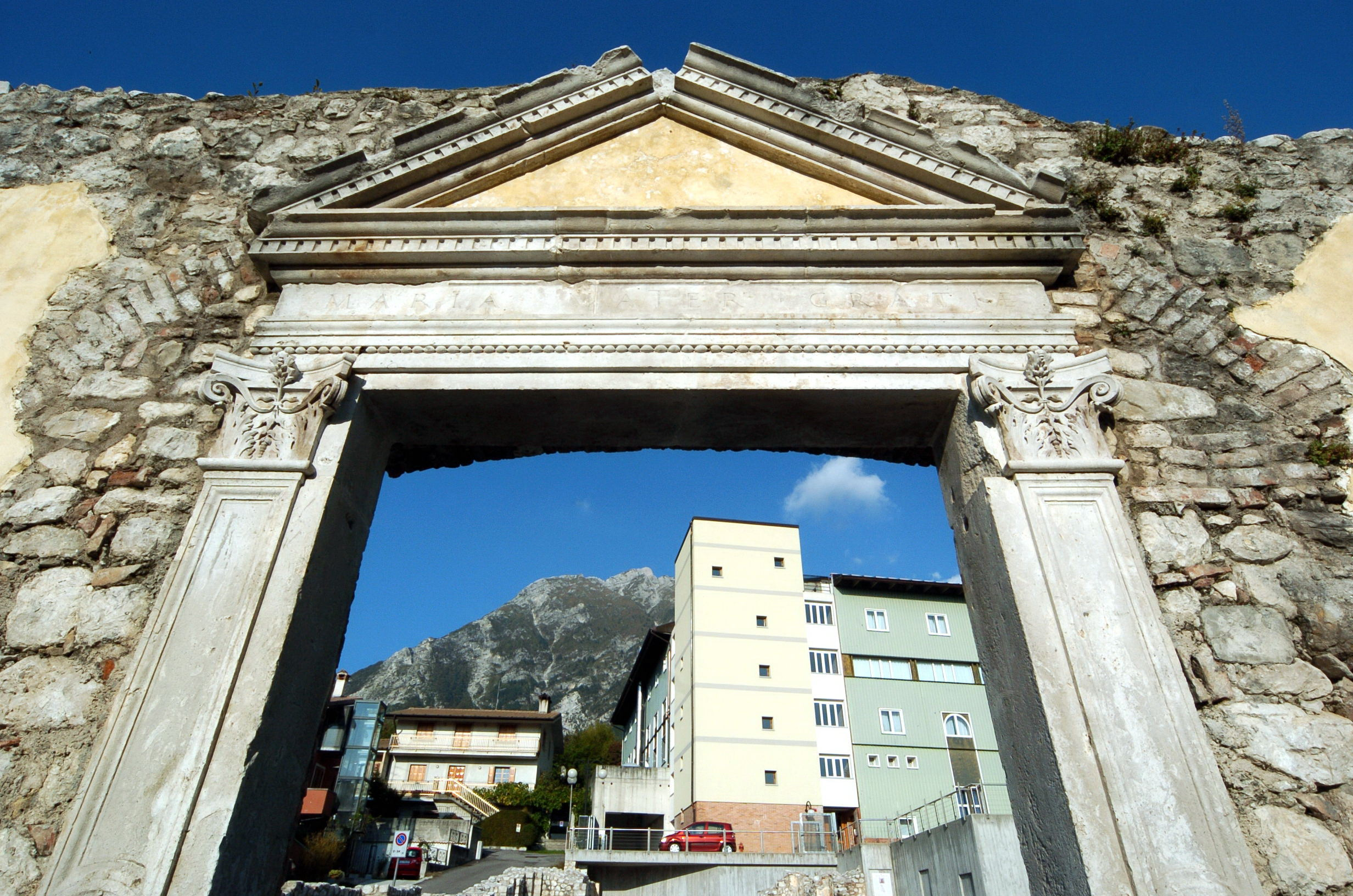
Chiesa della Beata Vergine delle Grazie

- Civica Biblioteca Glemonense "don Valentino Baldissera"
- Castello di Gemona
- Chiesa della Beata Vergine delle Grazie (restaurata a rudere e sconsacrata)
- Chiesa di San Cristoforo
- Chiesa di Ognissanti
- Chiesa di San Rocco
- Chiesa di Sant'Agnese
- Chiesa di Santa Lucia
- Chiesa di Santa Maria degli Angeli
- Chiesa di Santa Maria di Fossale (sconsacrata)
- Forte di Monte Ercole
- Lago di Ospedaletto
- Mulino Cocconi
- Museo Civico di Gemona
- Museo Renato Raffaelli presso il Santuario di Sant' Antonio
- Palazzo Boton
- Palazzo Brollo
- Palazzo Elti
- Casa Gurisatti
- Porta Udine
- Priorato di Santo Spirito (Ospedaletto)
- Centro visite sul terremoto (mostra fotografica permanente e laboratorio didattico)

## Società

### Evoluzione demografica
Abitanti censiti

### Etnie e minoranze straniere
Al 31 dicembre 2018 gli stranieri residenti nel comune sono 484, ovvero il 4,46% della popolazione  Archiviato il 26 giugno 2020 in Internet Archive.. Di seguito sono riportati i gruppi più consistenti:
1. Repubblica di Macedonia, 171
2. Romania, 81
3. Albania, 39
4. Marocco, 35

### Lingue e dialetti
A Gemona del Friuli, accanto alla lingua italiana, la popolazione utilizza la lingua friulana. Ai sensi della deliberazione n. 2680 del 3 agosto 2001 della Giunta della Regione autonoma Friuli-Venezia Giulia, il Comune è inserito nell'ambito territoriale di tutela della lingua friulana ai fini della applicazione della legge 482/99, della legge regionale 15/96 e della legge regionale 29/2007.
La lingua friulana che si parla a Gemona del Friuli rientra fra le varianti appartenenti al friulano centro-orientale.

## Cultura
Gemona ospita dal 1989 il Laboratorio internazionale della comunicazione (Lab).
Il progetto prevede un corso di lingua e cultura italiana per stranieri attraverso l'organizzazione di seminari, concerti, proiezioni cinematografiche.
Nel 1990 è stato istituito il Gamajun International Award, un premio assegnato a personaggi eminenti nel campo artistico e culturale.
Gemona del Friuli fa parte del progetto ecomuseale del gemonese. L'Ecomuseo delle Acque è un territorio che conserva un ricco patrimonio culturale, è un museo territoriale che valorizza luoghi, edifici, attività, è una comunità di persone che lavorano per non perdere memorie, saperi e tradizioni.

### Cucina

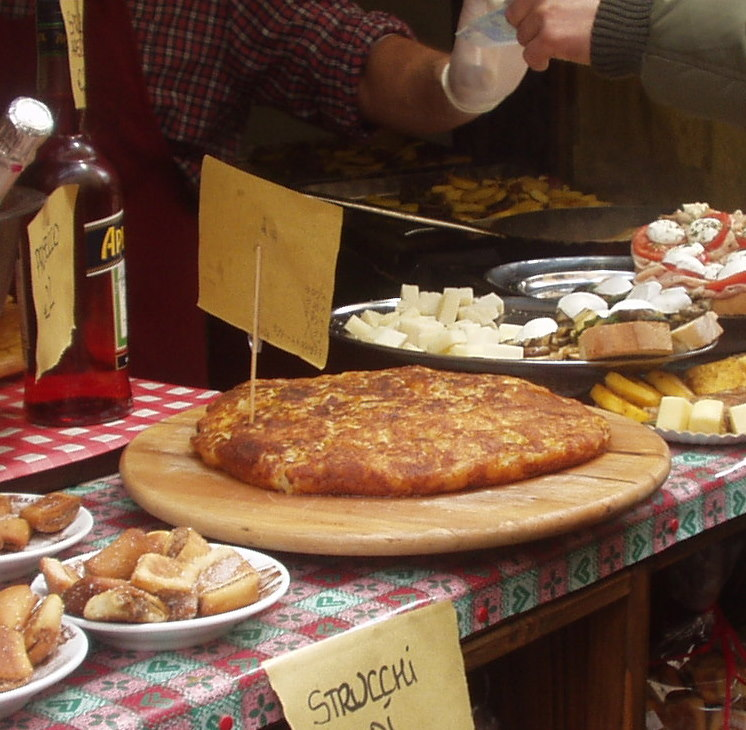
Frico con le patate

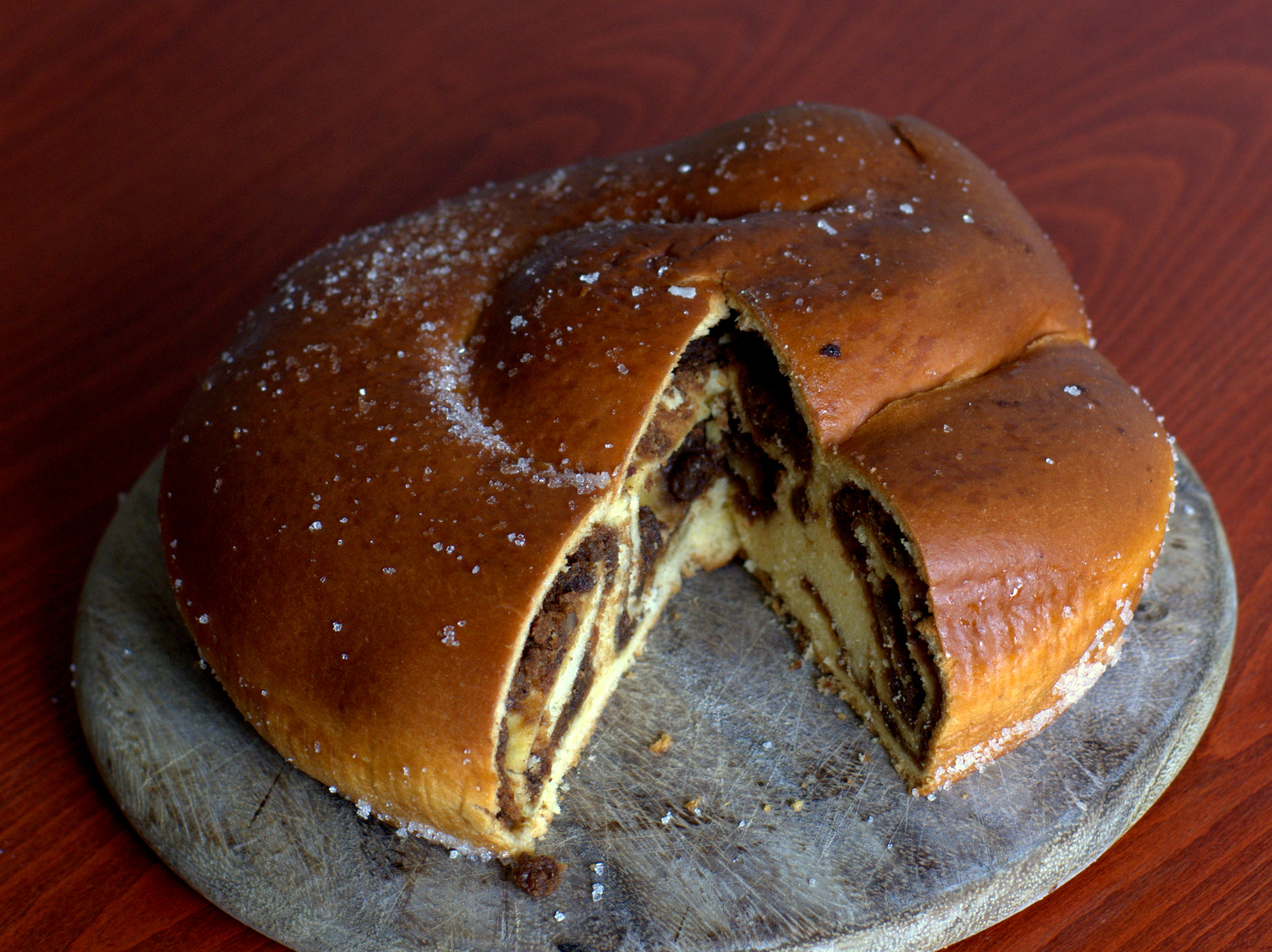
Gubana

La cucina locale annovera il pan di sorc e il formaggio di latteria turnaria, entrambi Presidi Slow Food. Piatti tradizionali sono il frico (friabile e morbido) elaborati sciogliendo in padella diverse stagionature di formaggio; la brovada (rape acidificate in vinaccia) che si accompagna cotta con cotechino e polenta oppure cruda come contorno al bollito. Piatti di tradizione sono anche gli gnocchi di patate ai quali si aggiungono, a seconda della stagione, erbette, frutta, zucca, castagne e il lidum, una specie di soffritto d'erbe di campo. Va ricordato il vitigno di Cjanorie che produce un'uva amabile e conferisce al vino un profumo fruttato e un gusto caldo e vinoso. Una caratteristica recente dell'agro gemonese è la coltivazione dell'ulivo e proprio a Gemona del Friuli opera un frantoio che produce in regime biologico un olio di elevata qualità. Tra i dolci, oltre al pan di sorc, si annoverano la gubana (originaria delle Valli del Natisone, ma in realtà comune a tutto lo spazio linguistico sloveno col nome di potica o putiza, proposta anche nella cucina gemonese), la focaccia pasquale con l'aggiunta di zucca nell'impasto e lo strudel nella variante con sole mele e cannella.

## Geografia antropica
Gemona non ha frazioni. Popolarmente vengono definite località e borgate:
- Campolessi
- Maniaglia
- Ospedaletto
- Campagnola
- Godo
- Gois
- Piovega
- Stalis
- Taboga
- Taviele
- San Pietro
- Centro Storico

## Economia

### Artigianato
Per quanto riguarda l'artigianato, Gemona del Friuli è rinomata soprattutto per la lavorazione del rame e del ferro battuto.

## Infrastrutture e trasporti

Il gonfalone comunale

### Strade
In territorio comunale ricade lo svincolo Gemona - Osoppo dell'autostrada A23 con cui si raggiunge Palmanova e il confine con l'Austria. Per Gemona passa anche la strada statale 13 Pontebbana.

### Ferrovie
Gemona dispone di una stazione lungo la ferrovia Pontebbana che collega Udine a Tarvisio. L'infrastruttura è anche capotronco della ferrovia per Sacile.
La stazione è servita dal collegamento ferroviario Micotra, che collega Trieste e Udine a Villaco.

### Mobilità urbana
Nel comune sono attive due linee di autobus urbani gestite dalla SAF: la prima collega l'ospedale alla stazione passando per piazza Garibaldi, l'altra si muove dal centro verso la periferia sud terminando a Maniaglia. La stessa azienda organizza delle corse extraurbane indirizzate a Tolmezzo o a Udine.

## Amministrazione

### Sindaci dal 1995
| Periodo          | Periodo          | Primo cittadino  | Partito              | Carica  | Note |
| ---------------- | ---------------- | ---------------- | -------------------- | ------- | ---- |
| 23 aprile 1995   | 13 giugno 1999   | Virgilio Disetti | Coalizione di centro | Sindaco |      |
| 13 giugno 1999   | 28 luglio 2003   | Virgilio Disetti | Centro sinistra      | Sindaco |      |
| 13 giugno 2004   | 7 giugno 2009    | Gabriele Marini  | Lista civica         | Sindaco |      |
| 7 giugno 2009    | 25 maggio 2014   | Paolo Urbani     | Lista civica         | Sindaco |      |
| 25 maggio 2014   | 28 febbraio 2018 | Paolo Urbani     | Lista civica         | Sindaco |      |
| 28 febbraio 2018 | 3 aprile 2023    | Roberto Revelant | Lista civica         | Sindaco |      |
| 3 aprile 2023    | in carica        | Roberto Revelant | Lista civica         | Sindaco |      |

### Gemellaggi
- Velden am Wörther See, dal 1959
- Laakirchen
- Foligno, dal 2001

## Galleria d'immagini

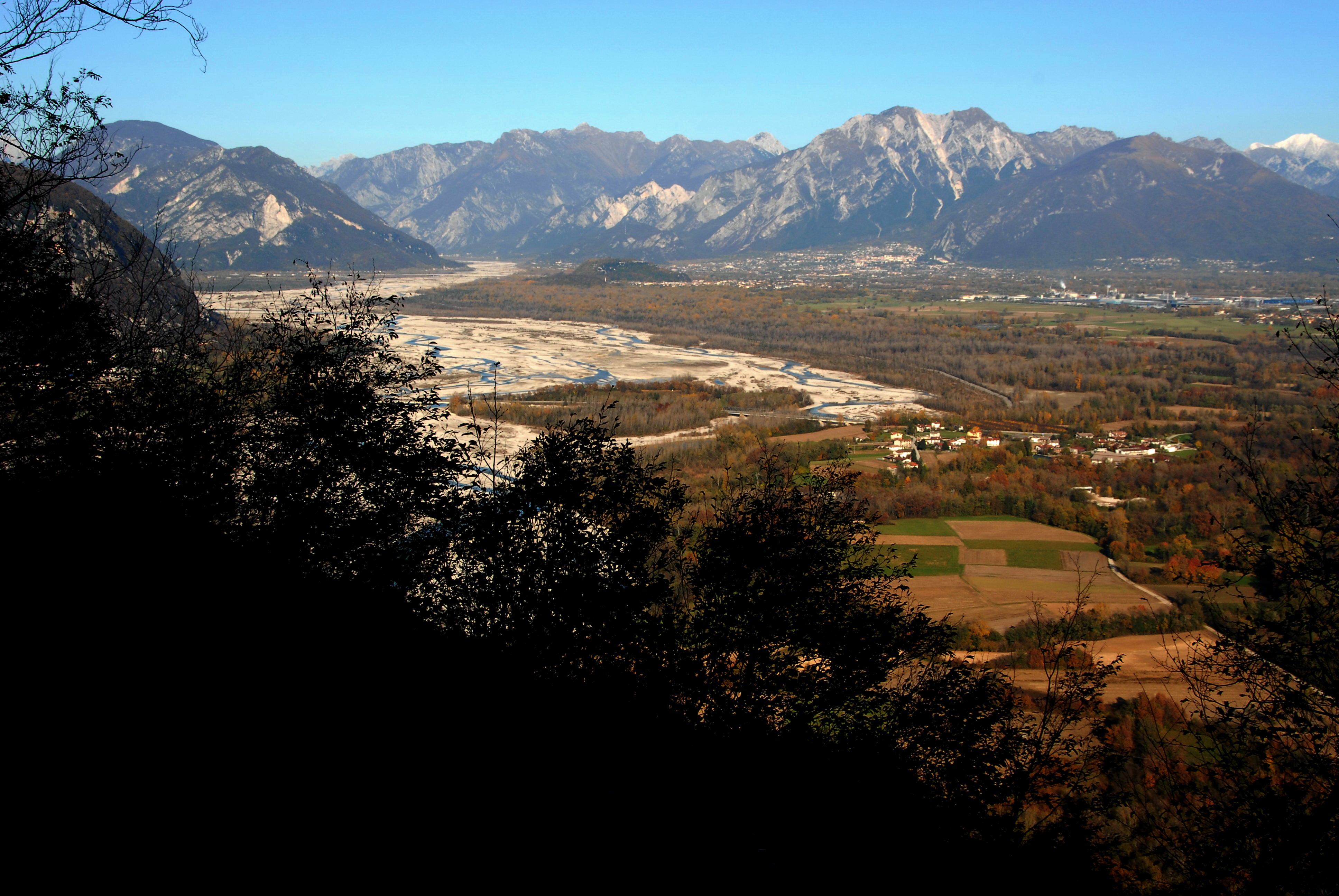
Il fiume Tagliamento con sullo sfondo Gemona
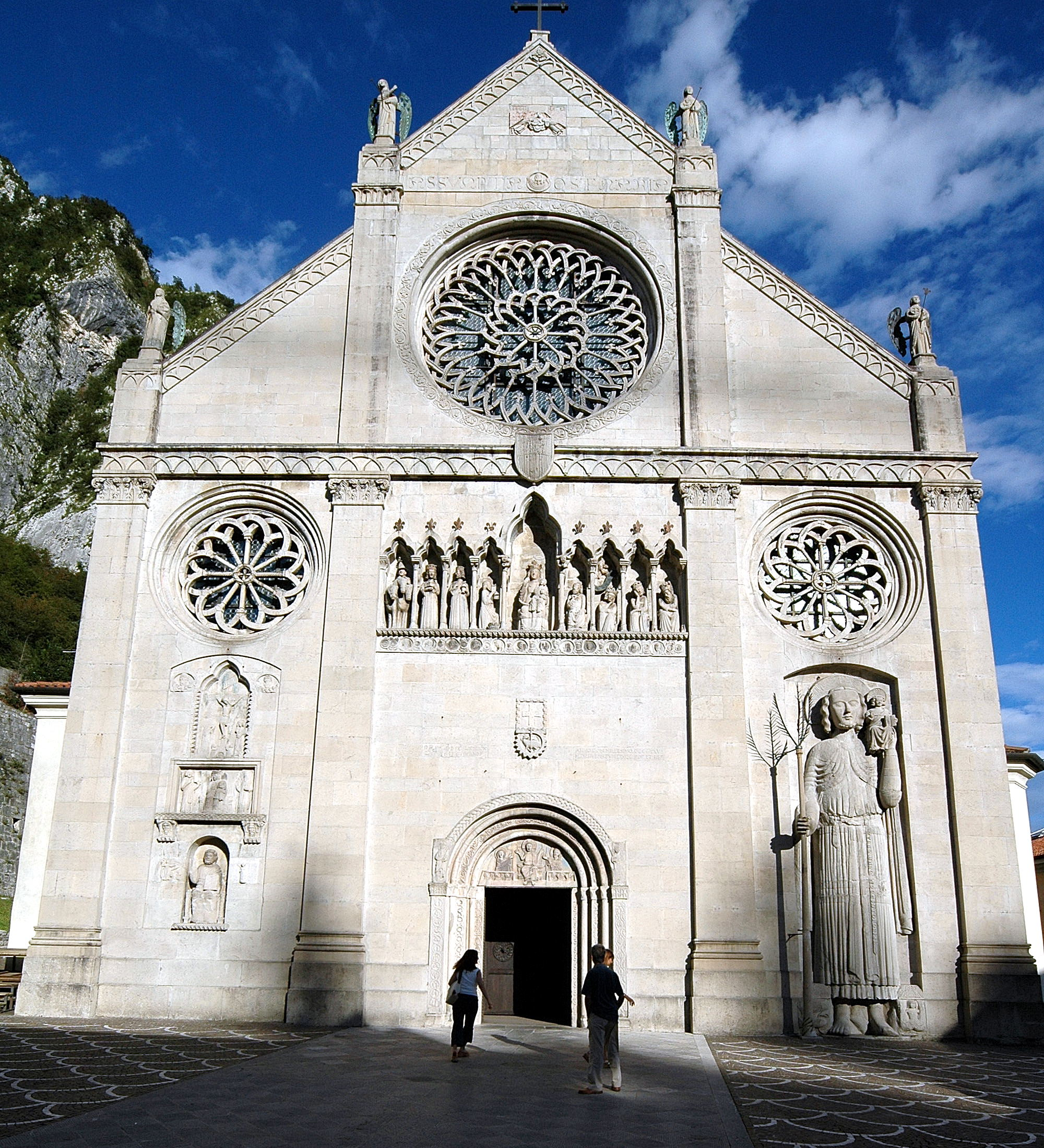
Duomo
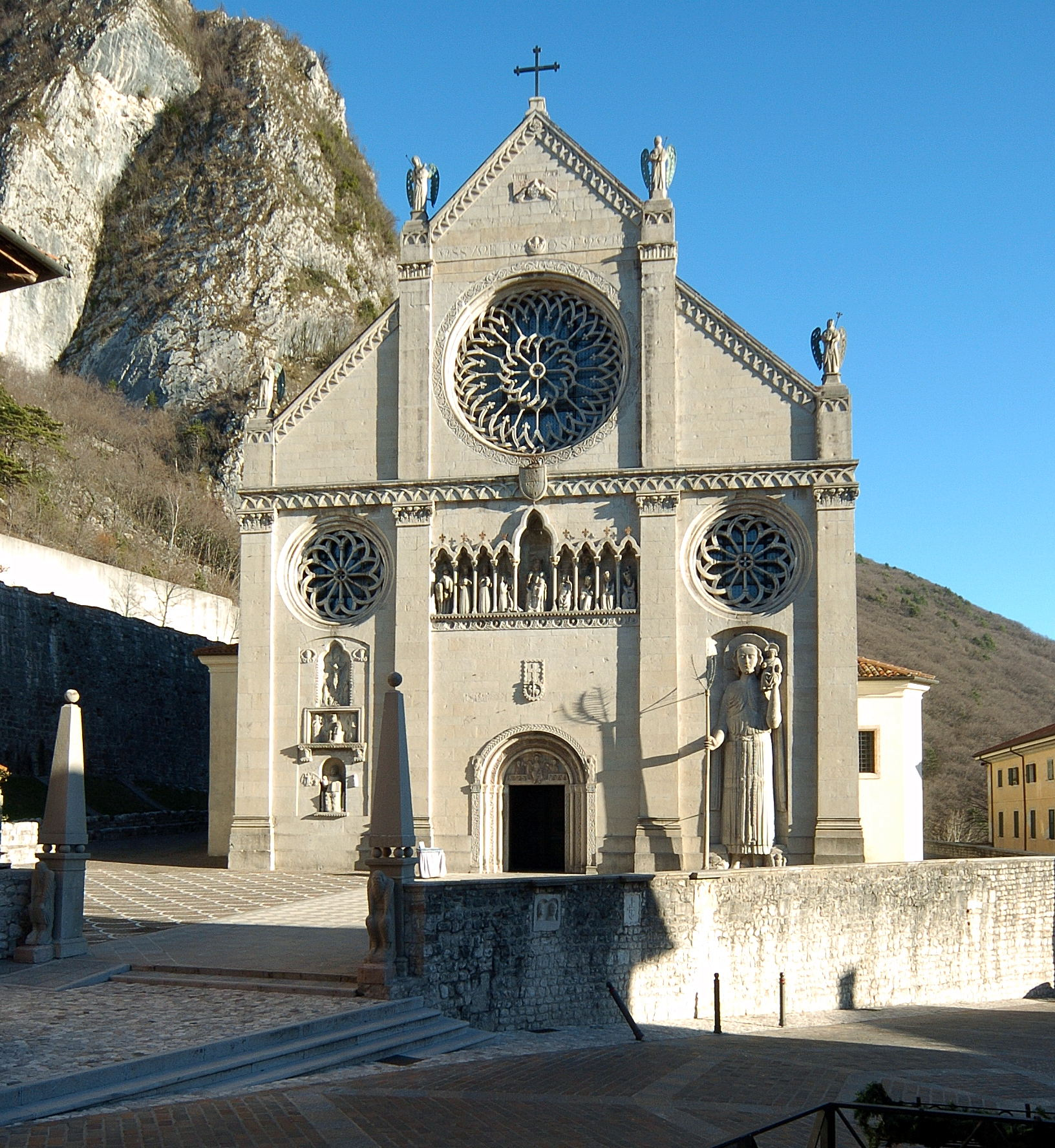
Duomo
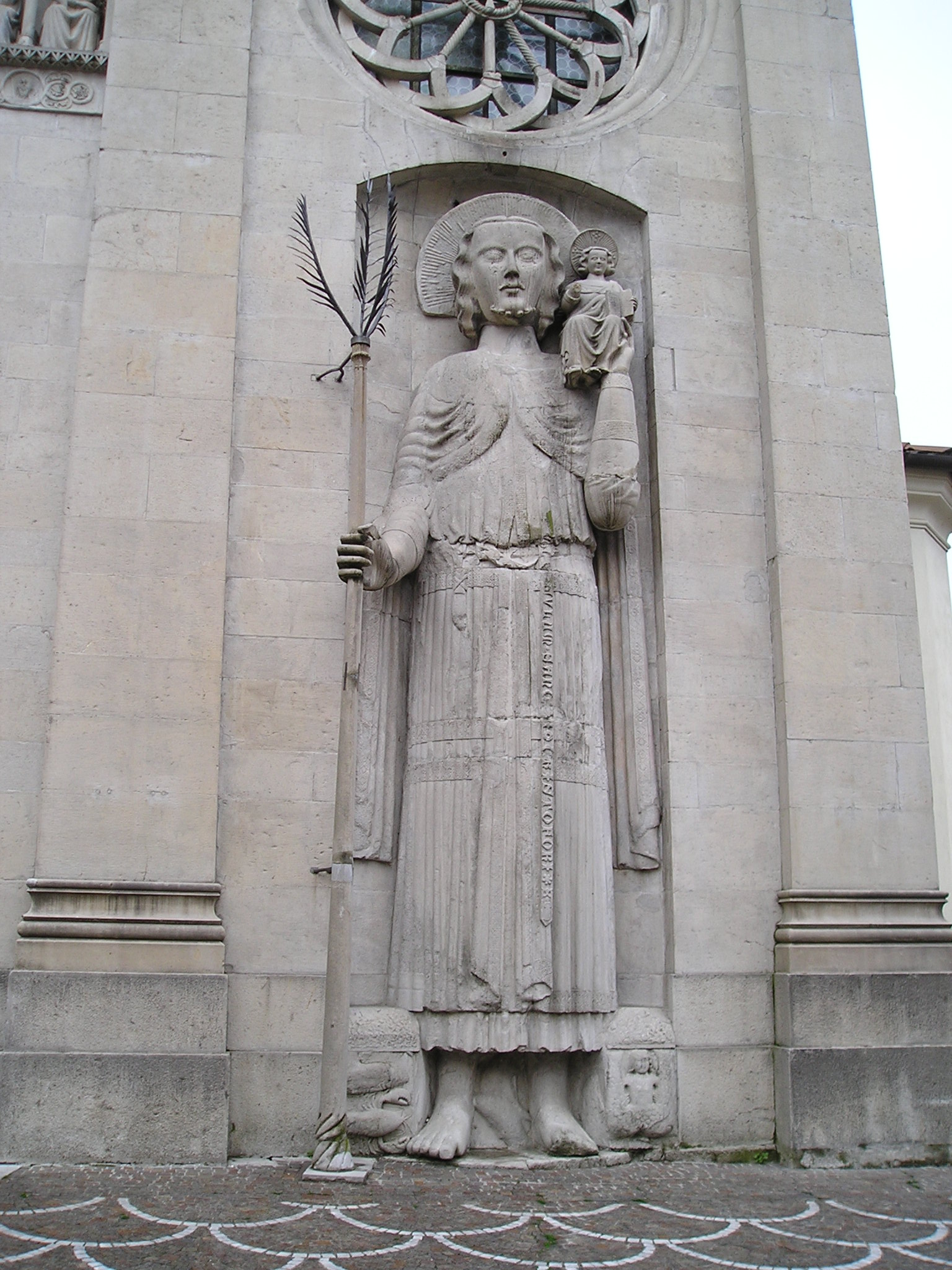
Duomo (particolare)
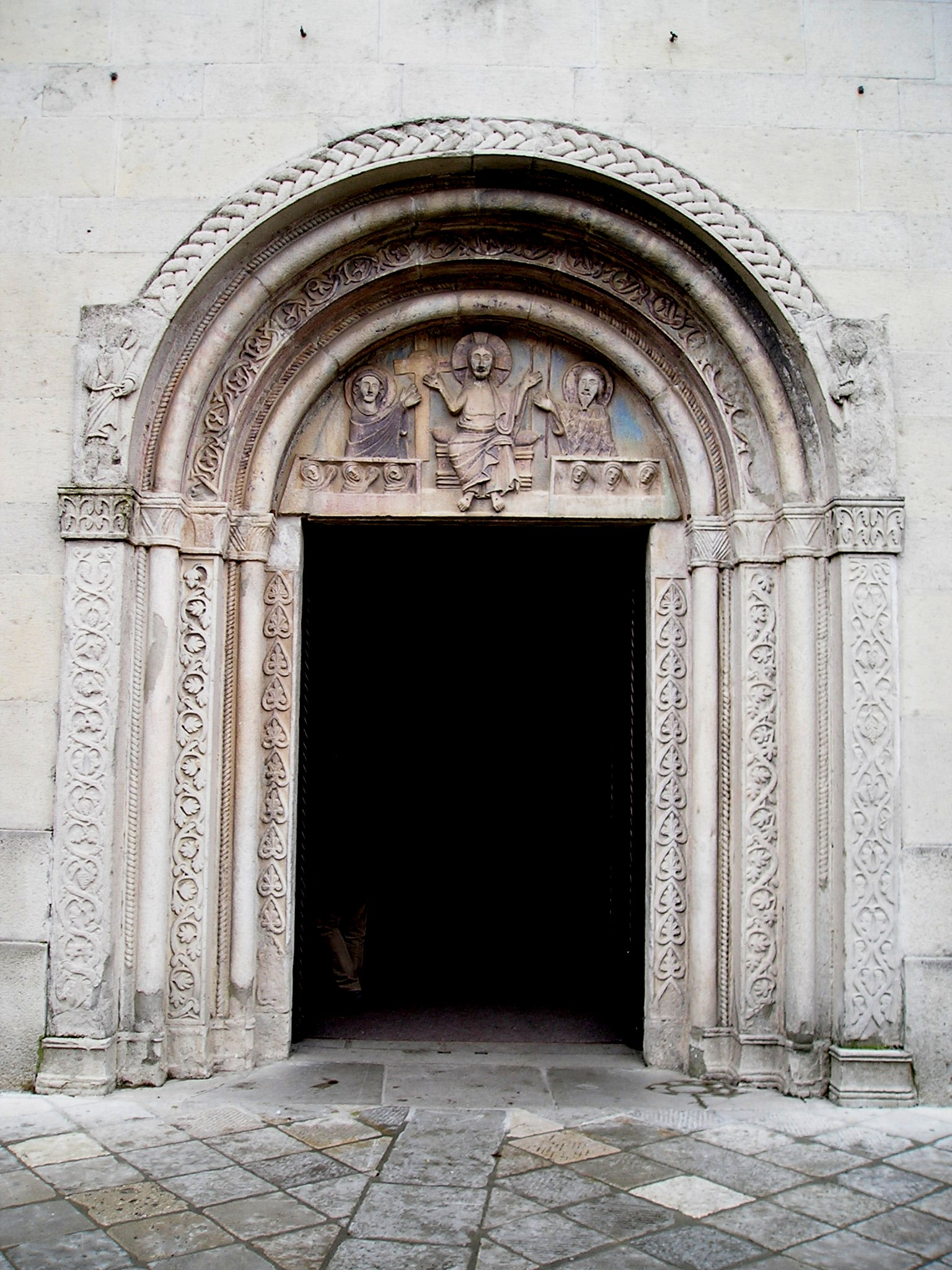
Duomo (particolare)
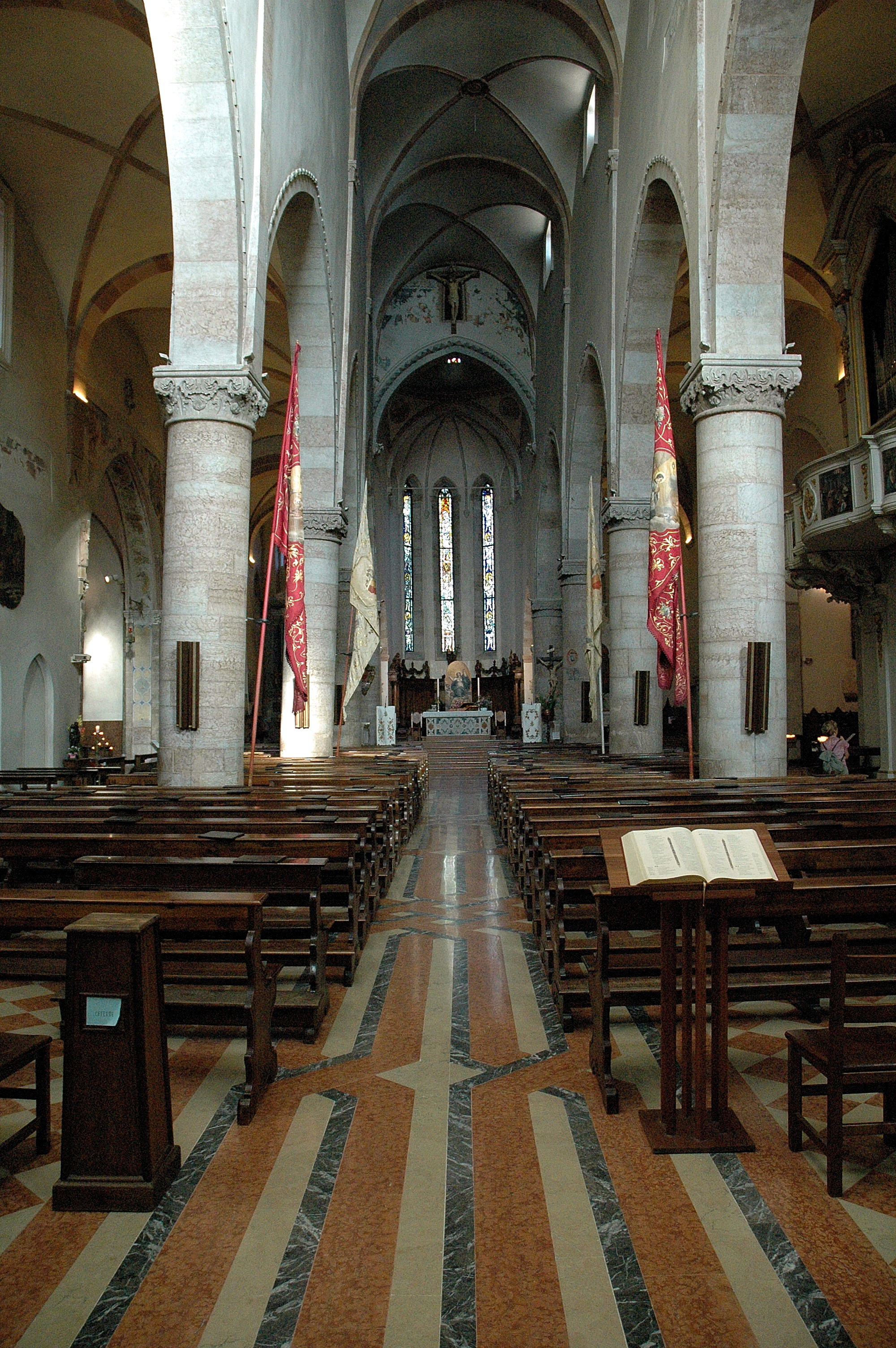
Duomo (interno)
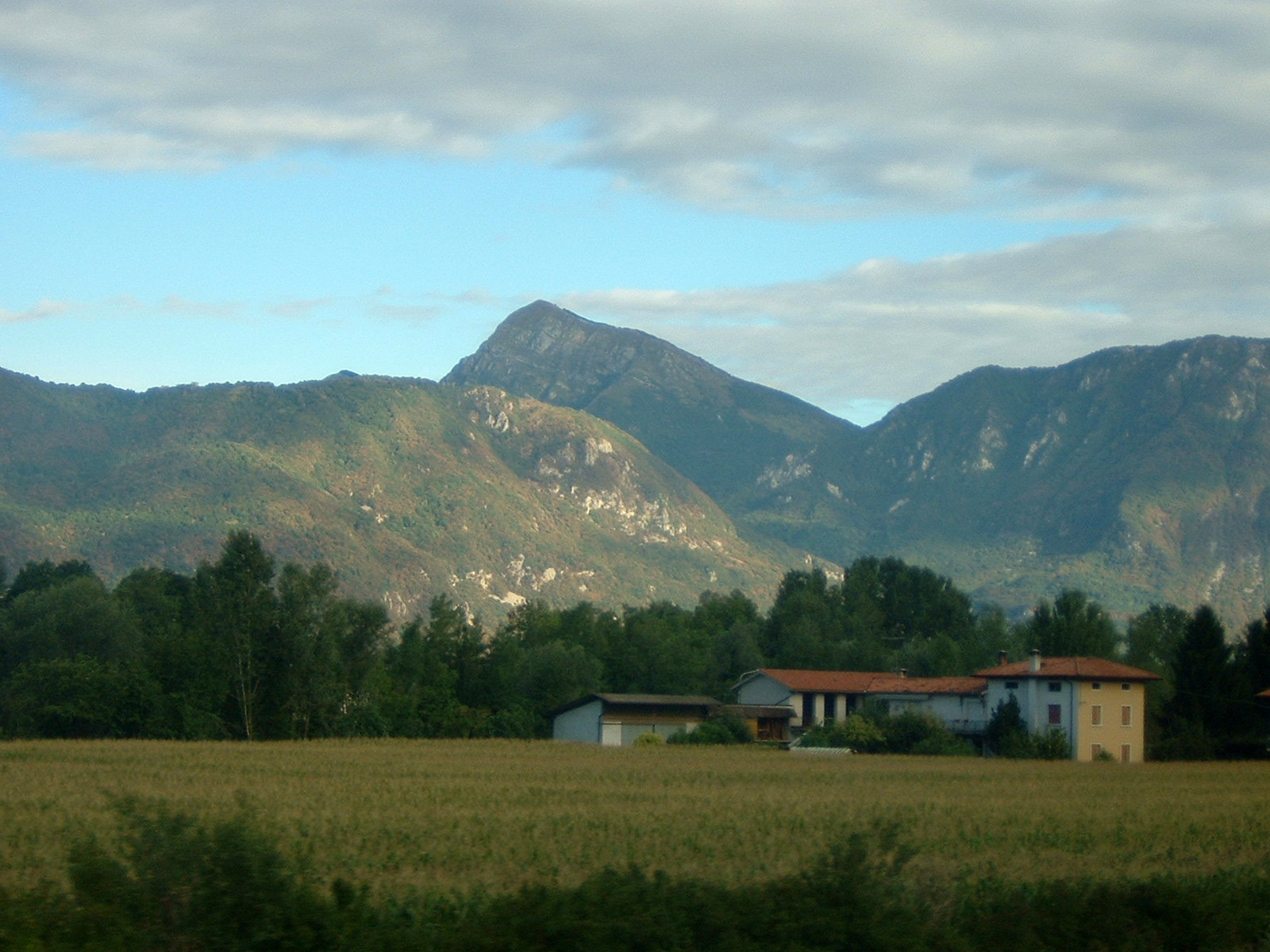
Le Prealpi Carniche dalla pianura gemonese
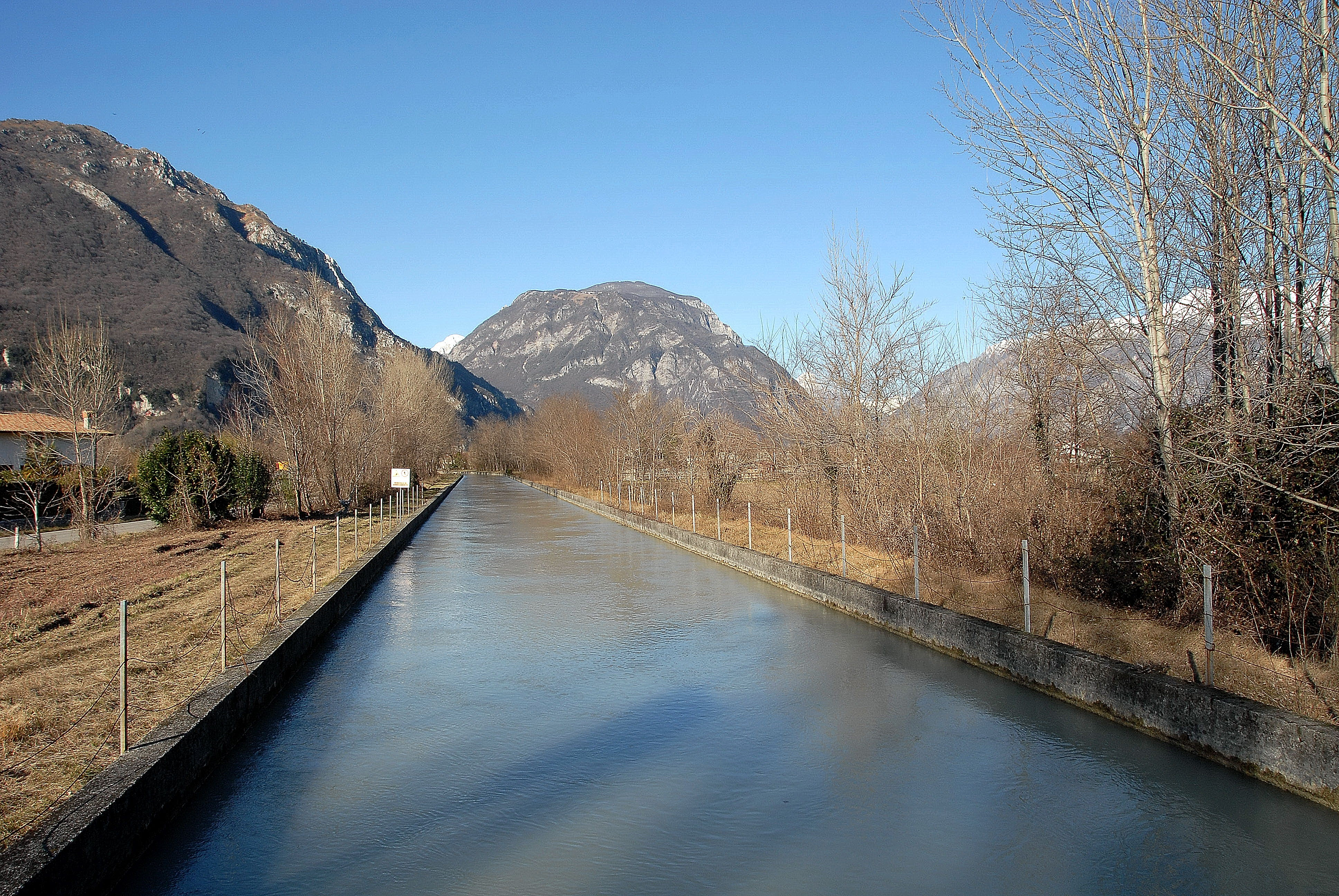
Canale Ledra vicino a Osoppo
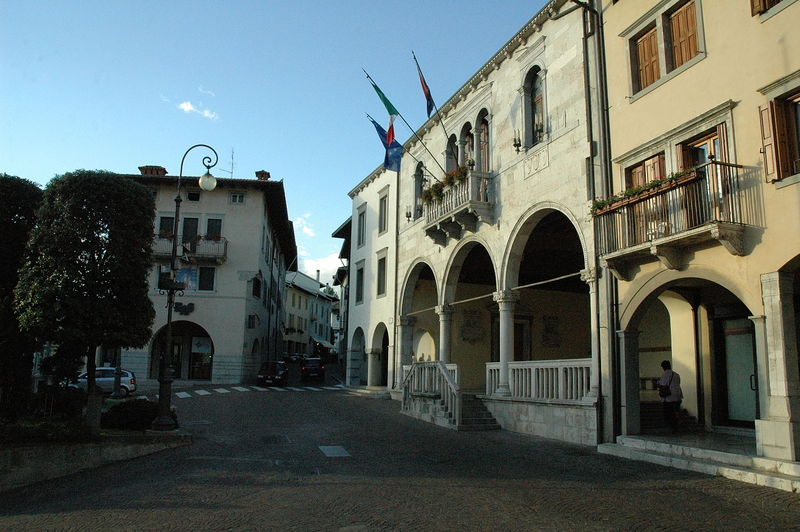
Il municipio di Gemona del Friuli
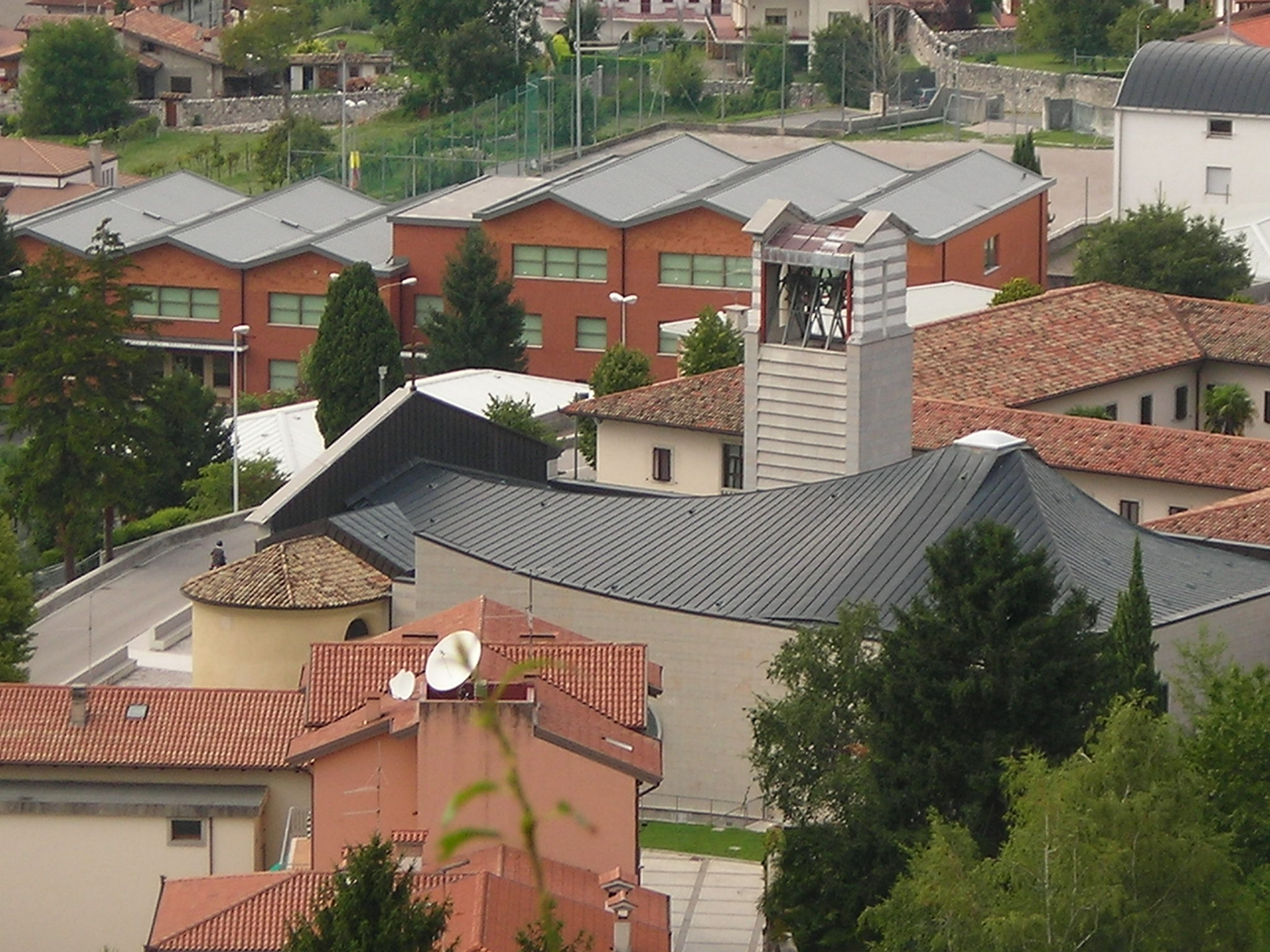
Il Santuario di Sant'Antonio (visto dall'alto)